# Dzwonkówka olszowa

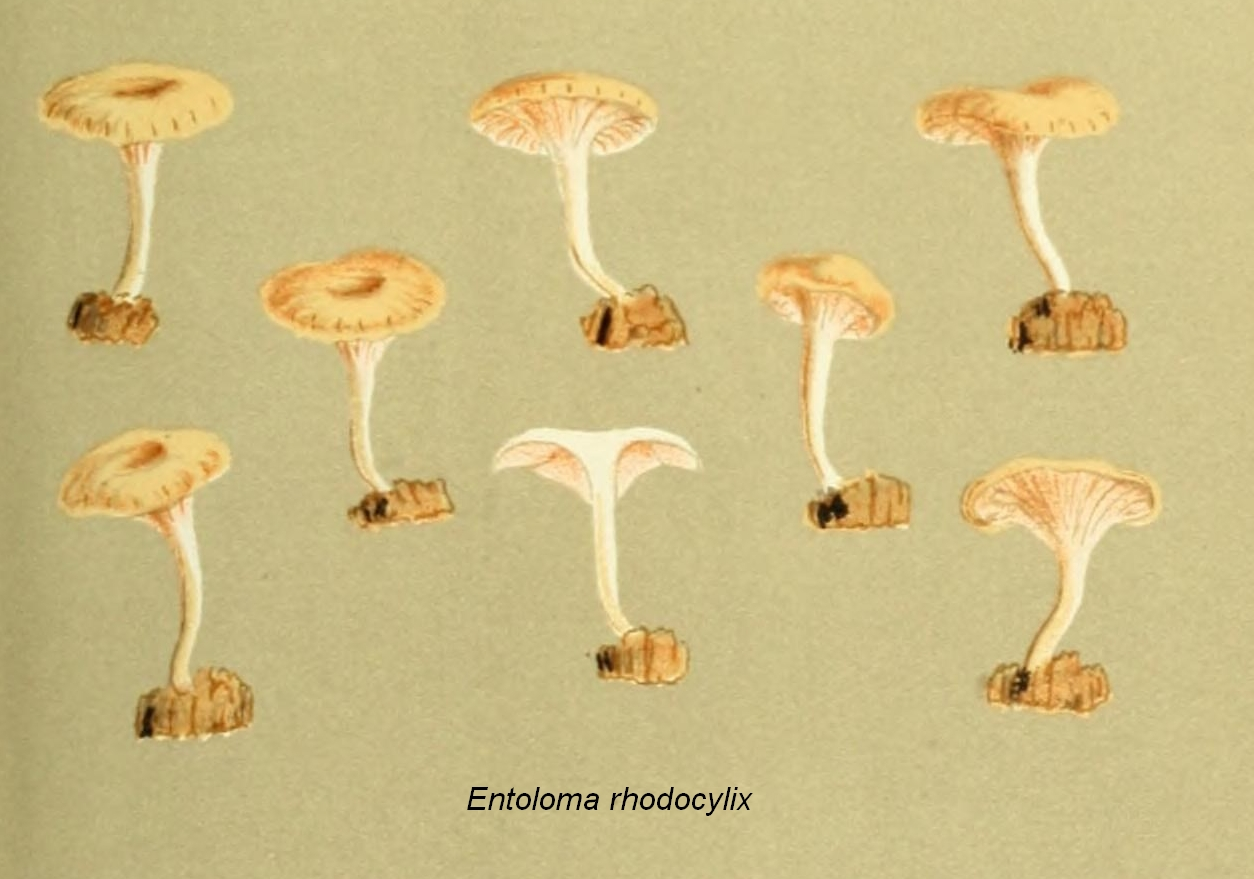

Dzwonkówka olszowa (Entoloma rhodocylix (Lasch) M.M. Moser) – gatunek grzybów z rodziny dzwonkówkowatych (Entolomataceae).

## Systematyka i nazewnictwo
Pozycja w klasyfikacji według Index Fungorum: Entoloma, Entolomataceae, Agaricales, Agaricomycetidae, Agaricomycetes, Agaricomycotina, Basidiomycota, Fungi.
Po raz pierwszy zdiagnozował go w 1829 r. Wilhelm Gottlob Lasch, nadając mu nazwę Agaricus rhodocylix. Obecną, uznaną przez Index Fungorum nazwę, nadał mu Meinhard Michael Moser w 1978 r. Synonimy:

- Agaricus rhodocylix Lasch 1829
- Claudopus rhodocylix (Lasch) P.D. Orton 1991
- Eccilia rhodocylix (Lasch) Sacc. 1887
- Rhodophyllus rhodocylix (Lasch) Quél. 1886

Nazwę zwyczajową zaproponował Władysław Wojewoda w 2003 r.

## Morfologia
Kapelusz
Średnica 3–10 mm, początkowo wypukły, często z niewielką wklęsłością na środku, potem wklęsły, w końcu lejkowaty z nieregularnie falistym brzegiem. Jest higrofaniczny; w stanie wilgotnym półprzeźroczysty i prążkowany do połowy promienia, różowawy, brązowy, lub żółtobrązowy, w stanie suchym płowy do bardzo jasnobrązowego. Powierzchnia naga, lub z nielicznymi, promienistymi włókienkami.
Blaszki
W liczbie 10–15 z międzyblaszkami (l=0-1, rzadko do 3), rzadkie, zbiegające, łukowate lub trójkątne, początkowo białe, potem różowe. Ostrza równe, tej samej barwy.
Trzon
Wysokość 15–40 mm, grubość 0,5–2 mm, cylindryczny, nagi, żółtawy, przeźroczysty, błyszczący, czasami z rozproszonymi srebrzystymi włókienkami.
Miąższ
Bardzo cienki, tej samej barwy co powierzchnia, bez zapachu i bez smaku.
Cechy mikroskopowe
Zarodniki w widoku z boku izodiametryczne, 5–6–kątne, o wymiarach 8 × 10 μm. Podstawki 35–50 × 10–14 μm, 4–zarodnikowe, ze sprzążkami. Pomiędzy podstawkami baryłkowate lub cylindryczne cheilocystydy z nabrzmiałą podstawą i długą, zwężającą się szyjką. Mają wymiary 18–60 × 4–10 × 2–7 μm. Strzępki skórki kapelusza wąskie, cylindryczne, o szerokości 2,5–11 μm. Strzępki skórki i górnej części tramy zawierają wewnątrzkomórkowy, inkrustujący pigment. W strzępkach występują sprzążki.

## Występowanie i siedlisko
Dzwonkówka olszowa jest dość częsta i szeroko rozprzestrzeniona w Europie. W piśmiennictwie naukowym na terenie Polski podano wiele stanowisk. Nowsze stanowiska podaje internetowy atlas grzybów. Znajduje się na Czerwonej liście roślin i grzybów Polski. Ma status R – gatunek rzadki.
Występuje na ziemi wśród mchów, szczególnie bielistki siwej, na kwaśnych, piaszczystych glebach. Owocniki od lipca do października. W Polsce występuje w różnego typu lasach, zwłaszcza z olszą, bukiem i sosną.